# Akira Ioane
Akira Ioane (16 de junho de 1995) é um ruguebolista de sevens neozelandês.

## Carreira
Akira Ioane integrou o elenco da Seleção Neozelandesa de Rugby Sevens 5º colocada na Rio 2016.